# Dallas megye (Texas)
Dallas megye az Amerikai Egyesült Államokban, azon belül Texas államban található. Megyeszékhelye és legnagyobb városa Dallas. Lakosainak száma 2 613 539 fő (2020).

## Szomszédos megyék
- Denton megye (északnyugat)
- Collin megye (észak)
- Rockwall megye (kelet)
- Kaufman megye (délkelet)
- Ellis megye (dél)
- Tarrant megye (nyugat)

## Népesség
A megye népességének változása:
| Lakosok száma | 2 373 299 | 2 408 488 | 2 453 907 | 2 480 331 | 2 553 385 | 2 513 054 | 2 613 539 |
|               | 2010      | 2011      | 2012      | 2013      | 2015      | 2016      | 2020      |